# جراحی استریوتاکسی
در جراحی استریوتاکسی قاب صلبی برای ثابت نگه داشتن مختصات فضایی به کار می‌روند.

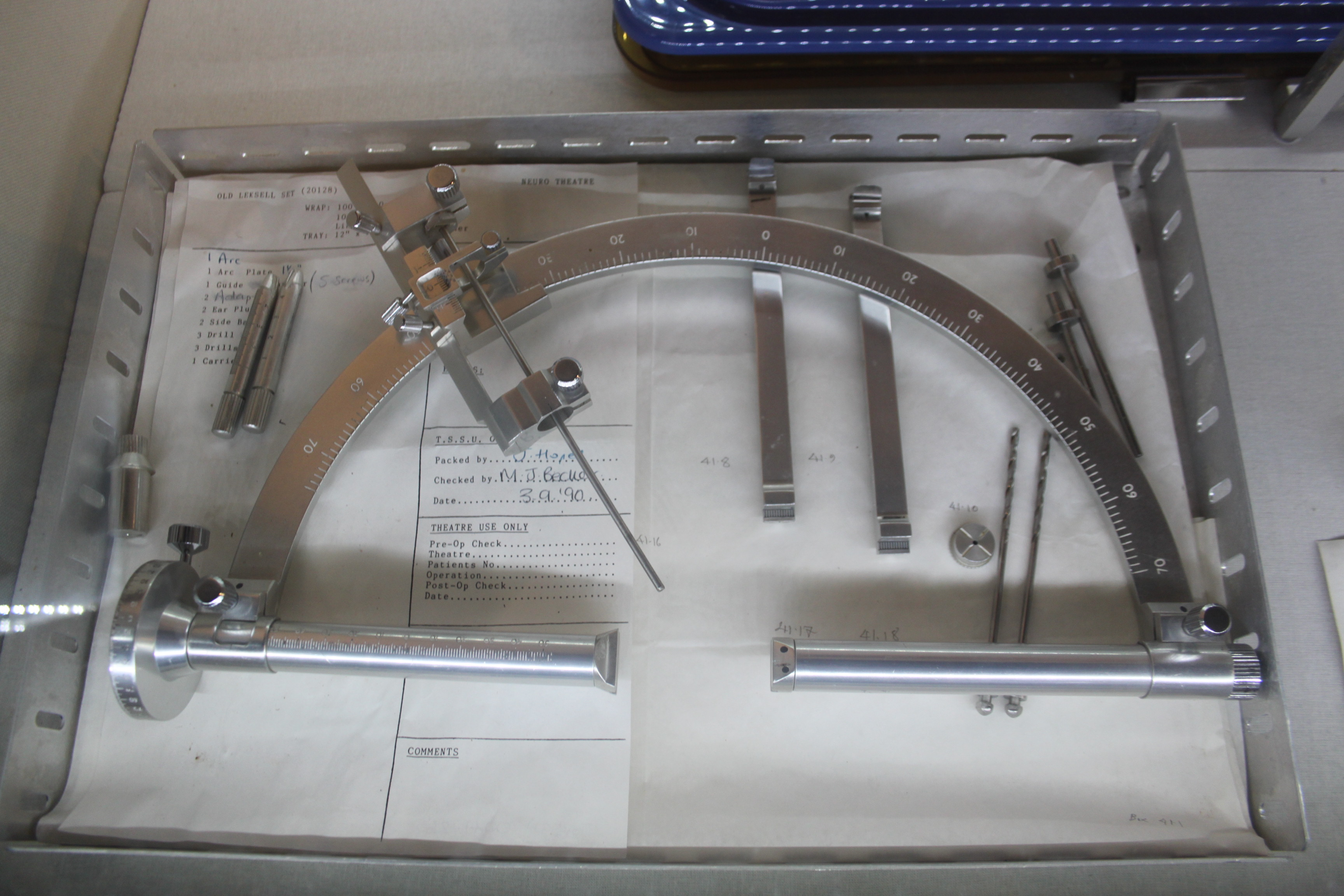
قابی برای جراحی استریوتاکسی تالاموس

جراحی استریوتاکسی روش کم‌تهاجمی جراحی است که در آن مختصات سه‌بعدیِ هدفِ جراحی در بدن یافته و عملی مانند کند و سوز، بافت‌برداری، تزریق، تحریک عمقی مغز، بخیه، ایمپلنت‌گذاری یا پرتوجراحی بر روی آن هدف انجام می‌گیرد.